# زاك بورين
زاك بورين (بالإنجليزية: Zach Boren)‏ هو لاعب كرة قدم أمريكية أمريكي، ولد في 13 مايو 1991 في بيكيرينغتون في الولايات المتحدة.

## وصلات خارجية
- زاك بورين على موقع مرجع كرة القدم المحترفة.كوم (الإنجليزية)